# Coleman Hawkins
Coleman Randolph Hawkins (znan tudi kot Hawk in Bean), ameriški jazzovski saksofonist, * 21. november 1904, St. Joseph, Misuri, † 19. maj 1969, New York, New York, ZDA.
Hawkins je bil eden izmed prvih pomembnih jazzovskih glasbenikov na tenorskem saksofonu. Novinar in poznavalec jazza, Joachim-Ernst Berendt, je zapisal: »Nekaj tenorskih saksofonistov je bilo že pred njim, a instrument še ni bil pomembno jazzovsko glasbilo«. Hawkins je močno povezan s swingom in ero big bandov, imel pa je pomembno vlogo v razvoju bebopa v 40. letih 20. stoletja.
Kolega saksofonist Lester Young, znan tudi kot »Pres«, je leta 1959 v intervjuju za The Jazz Review dejal: »Kar se mene tiče menim, da je bil Coleman Hawkins najprej "Predsednik", kajne? Sam menim, da sem drugi.« Miles Davis je nekoč dejal: »Ko sem slišal Hawka, sem se naučil igrati balade.«

## Zgodnje življenje
Hawkins se je rodil leta 1904 v Saint Joseph, Misuri. Čeprav trdijo nekateri viri, da se je rodil leta 1901, ni nobenega dokaza, s katerim bi to lahko dokazali; namesto tega je verjetno zapis o prvem otroku Hawkinsonovih staršev, deklici, rojeni leta 1901, ki je umrla v 2. letu starosti, izvor napačnih predvidevanj. Ime Coleman je dobil po maminem imenu Cordelia.
Srednjo šolo je obiskoval v Chicagu, kasneje pa v Topeki, Kansas. Kasneje je trdil, da je, še med obiskovanjem srednje šole, dve leti študiral harmonijo in kompozicijo na kolidžu Washburn v Topeki. V svoji mladosti je igral klavir in čelo, saksofon pa je pričel igrati v 9. letu starosti. Do 14. leta starosti je igral saksofon okrog po vzhodnem Kansasu.

## Kasnejše življenje in kariera

### 1921–1939
Hawkinsov prvi večji nastop je bil leta 1921 z zasedbo Mamie Smith's Jazz Hounds, katere polnopravni član je bil od aprila 1922 do 1923, ko se je naselil v New Yorku. V zasedbi se je med drugimi srečal z glasbeniki kot so bili Garvin Bushell, Everett Robbins, Bubber Miley in Herb Flemming. Zatem se je Hawkins pridružil orkestru Fletcherja Hendersona, kjer je ostal do leta 1934, občasno pa je igral tudi klarinet in basovski saksofon. Hawkinsovo igranje se je bistveno spremenilo med Armstrongovem obdobju v Hendersonovem orkestru (1924–25). Konec 20. let je Hawkins sodeloval pri nekaterih najzgodnejših medrasnih snemanjih z zasedbo Mound City Blue Blowers. V tem času je pri Hendersonu postal zvezdniški solist s povečanim poudarkom na ploščah. Med igranjem s Hendersonovim orkestrom, je skupaj z Redom Allnom posnel serijo posnetkov manjših zasedb za American Records Corporation in njene založbe Perfect Records, Melotone Records, Romeo Records in Oriole Records. Hawkins je med letoma 1933 in 1934 prav tako posnel več solističnih posnetkov s klavirjem ali spremljevalno zasedbo, sestavljeno iz Hendersonovih glasbenikov, malce pred svojim obdobjem v Evropi. 2. februarja 1934 je sodeloval na snemanju Bennyja Goodmana za Columbia Records, kjer je kot gostujoča pevka sodelovala tudi Mildred Bailey.
Konec leta 1934 je Hawkins sprejel povabilo za igranje z orkestrom Jacka Hyltona v Londonu, nato pa je kot solist koncertiral po Evropi vse do leta 1939. Leta 1937 je koncertiral in snemal z Djangom Reinhardtom in Bennyjem Carterjem v Parizu. Po vrnitvni v ZDA, je 11. oktobra 1939 posnel skladbo »Body and Soul«, ki jo je izvedel v newyorškem lokalu Berta Kellyja, Kelly's Stables. Pri enem najbolj znanih posnetkov swinga, Hawkins melodije skoraj v celoti ni upošteval in je le prve štiri takte izvedel na prepoznavni način. Pri raziskovanju harmonske strukture skladbe, mnogi menijo, da je bil to naslednji evolucijski korak v snemanju jazza, po Armstrongovi »West End Blues« leta 1928.
Zaradi Hawkinsovega obdobja turnej po Evropi med letoma 1934 in 1939, so se v ZDA uveljavili številni drugi tenorski saksofonisti, kot so Lester Young, Ben Webster in Chu Berry.

### 40. in 50. leta
Po neuspešnem poskusu ustanovitve big banda, je bil Hawkins vodja ansambla v lokalu Kelly's Stables na 52nd Street, kjer so igrali še Thelonious Monk, Oscar Pettiford, Miles Davis in Max Roach. Hawkins je vedno opazil nove talente in stile, bil pa je vodja, po mnenju številnih, prvega bebopovskega snemanja leta 1944, na katerem so sodelovali še Dizzy Gillespie, Pettiford in Roach. Kasneje je koncertiral s Howardom McGheejem in snemal z J. J. Johnsonom in Fatsom Navarrom. Sodeloval je tudi z Jazz at the Philharmonic.
Po letu 1948 je Hawkins razdelil svoj čas med New York in Evropo ter ustvaril številne posnetke. Leta 1948 je posnel skladbo »Picasso« za saksofon brez spremljave.
V 50. letih je Hawkins koncertiral z bolj tradicionalnimi glasbeniki kot sta Red Allen in Roy Eldridge, s katerim je leta 1957 nastopil na Newport Jazz Festivalu ter posnel album Coleman Hawkins Encounters Ben Webster, z zasedbo Hawkins, Ben Webster (tenorski saksofon), Oscar Peterson (klavir), Herb Ellis (kitara), Ray Brown (bas) in Alvin Stoller (bobni).
Hawkins je vplival na številne izvajalce bebopa, v svoji kasnejši karieri pa je snemal in nastopal s tako avanturističnimi glasbeniki kot sta Sonny Rollins, ki ga je navedel kot največji vpliv, in John Coltrane. Hawkins se je pojavil tudi na albumu Thelonious Monk with John Coltrane.

### 1960–1969
Leta 1960 je Hawkins kot gost sodeloval pri snemanju skladbe »Driva Man«, ki je izšla na Roachevem albumu We Insist!. V 60. letih je Hawkins redno nastopal v lokalu Village Vanguard na Manhattanu. V tem času je Hawkins pričel redno uživati večje količine alkohola in njegove posnetki so postajali vse slabši. Vseeno je tačas snemal za založbo Impulse! Records, ki je izdala tudi album Duke Ellington Meets Coleman Hawkins. Zadnjič je snemal leta 1967.
Zdravje mu je vse bolj pešalo, leta 1969 pa je podlegel bolezni jeter. Pokopan je bil na pokopališču Woodlawn Cemetery v četrti Bronx v New Yorku.
Leta 1990 je britanski jazzovski zgodovinar John Chilton izdal Hawkinsovo biografijo The Song of the Hawk.

## Diskografija
| - Body and Soul (RCA, 1996) - Disorder at the Border (Spotlite, 1973) - The Hawk Talks (Decca, 1955) - The Hawk Returns (Savoy, 1954) - Timeless Jazz (Jazztones, 1954) izšel tudi kot Jazz Tones (Xanadu, 1984) - Accent on Tenor Sax (Urania, 1955) - The Hawk in Hi Fi (RCA Victor, 1956) z Billyjem Byersom in njegovim orkestrom - The Hawk in Paris (Vik, 1956) z Mannyjem Albamom in njegovim orkestrom - The Gilded Hawk (Capitol, 1956-57) z Glenom Osserjem in njegovim orkestrom - The Hawk Flies High (Riverside, 1957) - The Coleman Hawkins, Roy Eldridge, Pete Brown, Jo Jones All Stars at Newport (Verve, 1957) - Coleman Hawkins Encounters Ben Webster (Verve, 1957) z Benom Websterjem - The Genius of Coleman Hawkins (Verve, 1957) - Coleman Hawkins and Confrères (Verve, 1958) s triom Oscarja Petersona, Royjem Eldridgem in Benom Websterjem - The High and Mighty Hawk (Felsted, 1958) - Bean Bags (Atlantic, 1958) z Miltom Jacksonom - Soul (Prestige, 1958) - Hawk Eyes (Prestige, 1959) - Coleman Hawkins with the Red Garland Trio (Moodsville, 1959) – z Redom Garlandom - Coleman Hawkins All Stars (Swingsville, 1960) – z Joejem Thomasom in Vicom Disckensonom - At Ease with Coleman Hawkins (Moodsville, 1960) - Coleman Hawkins and His Orchestra (Crown, 1960) - The Hawk Swings (Crown, 1960) - Night Hawk (Swingsville, 1960) – z Eddiejem Davisom - The Hawk Relaxes (Moodsville, 1961) - Duke Ellington Meets Coleman Hawkins (Impulse!, 1962) – z Dukom Ellingtonom - Good Old Broadway (Moodsville 1962) - The Jazz Version of No Strings (Moodsville, 1962) - Hawkins! Eldridge! Hodges! Alive! At the Village Gate! (Verve, 1962) z Johnnyjem Hodgesom in Royjem Eldridgem - Hawkins! Alive! At the Village Gate (Verve, 1962) - Coleman Hawkins Plays Make Someone Happy from Do Re Mi (Moodsville, 1962) - Today and Now (Impulse!, 1962) - Desafinado (Impulse!, 1962) - Back in Bean's Bag (Columbia, 1963) – s Clarkom Terryjem - Sonny Meets Hawk! (RCA Victor, 1963) – s Sonnyjem Rollinsom - Wrapped Tight (Impulse!, 1965) - The Hawk & the Hunter (Mira, 1965) - The Greatest Jazz Concert in the World (Pablo, 1967) - Sirius (Pablo, 1975) - The Best of Coleman Hawkins (Original Jazz Classics, 2004) | Kenny Burrell - Bluesy Burrell (Moodsville, 1962) Benny Carter - Further Definitions (Impulse!, 1961) Buck Clayton - Jumpin' at the Woodside (Columbia, 1955) - All the Cats Join In (Columbia 1956) Eddie "Lockjaw" Davis - Very Saxy (Prestige, 1959) Dizzy Gillespie - The Complete RCA Victor Recordings (Bluebird, 1995) Tiny Grimes - Blues Groove (Prestige, 1958) Lambert, Hendricks & Bavan - At Newport '63 (RCA Victor, 1963) Abbey Lincoln - Straight Ahead (Candid, 1961) Shelly Manne - 2-3-4 (Impulse!, 1962) Thelonious Monk - Monk's Music (1957) - Thelonious Monk with John Coltrane (Riverside, 1957) Robert Prince - Saxes Inc. (1959) Max Roach - We Insist! (Candid, 1960) Pee Wee Russell - Jazz Reunion (Candid, 1961) Ben Webster - Ben Webster and Associates (Verve, 1959) Randy Weston - Live at the Five Spot (United Artists, 1959) Joe Williams - At Newport '63 (RCA Victor, 1963) |